# Gilles Lentz
Gilles Lentz (Eupen, 1 februari 1992) is een Belgisch voetballer die als doelman speelt.

## Clubcarrière
Lentz speelde in de jeugd bij CS Visé, Excelsior Moeskroen, KAS Eupen en Standard Luik. In 2009 werd hij door Racing Genk weggehaald bij Standard. Hij tekende een driejarig contract bij de Limburgers. Hij stond ook in de belangstelling van Club Brugge, AS Bari en AA Gent. Lentz koos voor Genk omdat hij daar zijn studie met het voetbal kon blijven combineren. Hij speelde geen enkele wedstrijd en fungeerde meestal als derde of vierde doelman. Toen zijn contract bij Racing Genk in juni 2012 ten einde liep, tekende hij een tweejarig contract bij toenmalig tweedeklasser KSV Roeselare. Daar werd hij eerste doelman, de ervaren Dimitri Verhulst en de één jaar jongere Louis Bostyn fungeerden als zijn doublures.
Na drie seizoenen Roeselare versierde hij een transfer naar eersteklasser KV Kortrijk, maar daar kon hij de concurrentiestrijd met Darren Keet en Michalis Sifakis niet winnen. Kortrijk leende hem in 2016 voor één seizoen uit aan Cercle Brugge. Daar startte hij het seizoen als titularisdoelman, maar na de komst van Paul Nardi in januari 2017 verloor hij zijn plaats onder de lat. Bij zijn terugkeer naar Kortrijk werd hij opnieuw gebarreerd, ditmaal door Thomas Kaminski en Sébastien Bruzzese. Lentz tekende op 31 augustus 2018 dan maar een contract bij z'n ex-club KSV Roeselare.

## Clubstatistieken
| Seizoen         | Club            | Land            | Competitie         | Competitie | Competitie | Beker | Beker | Internationaal | Internationaal | Totaal | Totaal |
| Seizoen         | Club            | Land            | Competitie         | Wed.       | Dlp.       | Wed.  | Dlp.  | Wed.           | Dlp.           | Wed.   | Dlp.   |
| --------------- | --------------- | --------------- | ------------------ | ---------- | ---------- | ----- | ----- | -------------- | -------------- | ------ | ------ |
| 2009/10         | KRC Genk        | Vlag van België | Jupiler Pro League | 0          | 0          | 0     | 0     | 0              | 0              | 0      | 0      |
| 2010/11         | KRC Genk        | Vlag van België | Jupiler Pro League | 0          | 0          | 0     | 0     | 0              | 0              | 0      | 0      |
| 2011/12         | KRC Genk        | Vlag van België | Jupiler Pro League | 0          | 0          | 0     | 0     | 0              | 0              | 0      | 0      |
| 2012/13         | KSV Roeselare   | Vlag van België | Belgacom League    | 28         | 0          | 0     | 0     | —              | —              | 28     | 0      |
| 2013/14         | KSV Roeselare   | Vlag van België | Belgacom League    | 30         | 0          | 1     | 0     | —              | —              | 31     | 0      |
| 2014/15         | KSV Roeselare   | Vlag van België | Proximus League    | 33         | 0          | 0     | 0     | —              | —              | 33     | 0      |
| 2015/16         | KV Kortrijk     | Vlag van België | Jupiler Pro League | 0          | 0          | 0     | 0     | —              | —              | 0      | 0      |
| 2016/17         | → Cercle Brugge | Vlag van België | Proximus League    | 17         | 0          | 1     | 0     | —              | —              | 18     | 0      |
| 2017/18         | KV Kortrijk     | Vlag van België | Jupiler Pro League | 0          | 0          | 0     | 0     | —              | —              | 0      | 0      |
| 2018/19         | KSV Roeselare   | Vlag van België | Proximus League    | 0          | 0          | 0     | 0     | —              | —              | 0      | 0      |
| Carrière totaal | Carrière totaal | Carrière totaal | Carrière totaal    | 108        | 0          | 2     | 0     | 0              | 0              | 110    | 0      |

Bijgewerkt op 9 september 2018